# Rehau
Rehau — немецкая компания, специализирующаяся на разработке систем для строительства, решений для индустрии и мебельной промышленности, а также автомобилестроения. Компания образована в 1948 году в Германии. Штаб-квартира находится в Швейцарии. Названа в честь города Рехау.
Продажи в немецкой дочерней компании, Rehau AG + Co, в 2011 году составили € 1,5 млрд, из которых около 35 процентов была достигнуто за счет экспортных операций. Общий оборот Группы Rehau в 2011 году составил около 2,8 млрд евро.

## История компании
Компания Rehau была основана в 1948 году Гельмутом Вагнером в баварском городе Рехау. На старте компания состояла из трёх сотрудников и одного экструдера. Изначально производимые компанией продукты включали обувные подметки, поливочные шланги и автомобильные детали. В 1951 году в городе Фойхтваген (Германия) был открыт второй завод, по производству труб для инженерных систем разного назначения. Важным шагом в развитии компании стало начало сотрудничества с Volkswagen в том же году, в рамках которого компания производила ремни безопасности и боковые панели для VW Beetle.

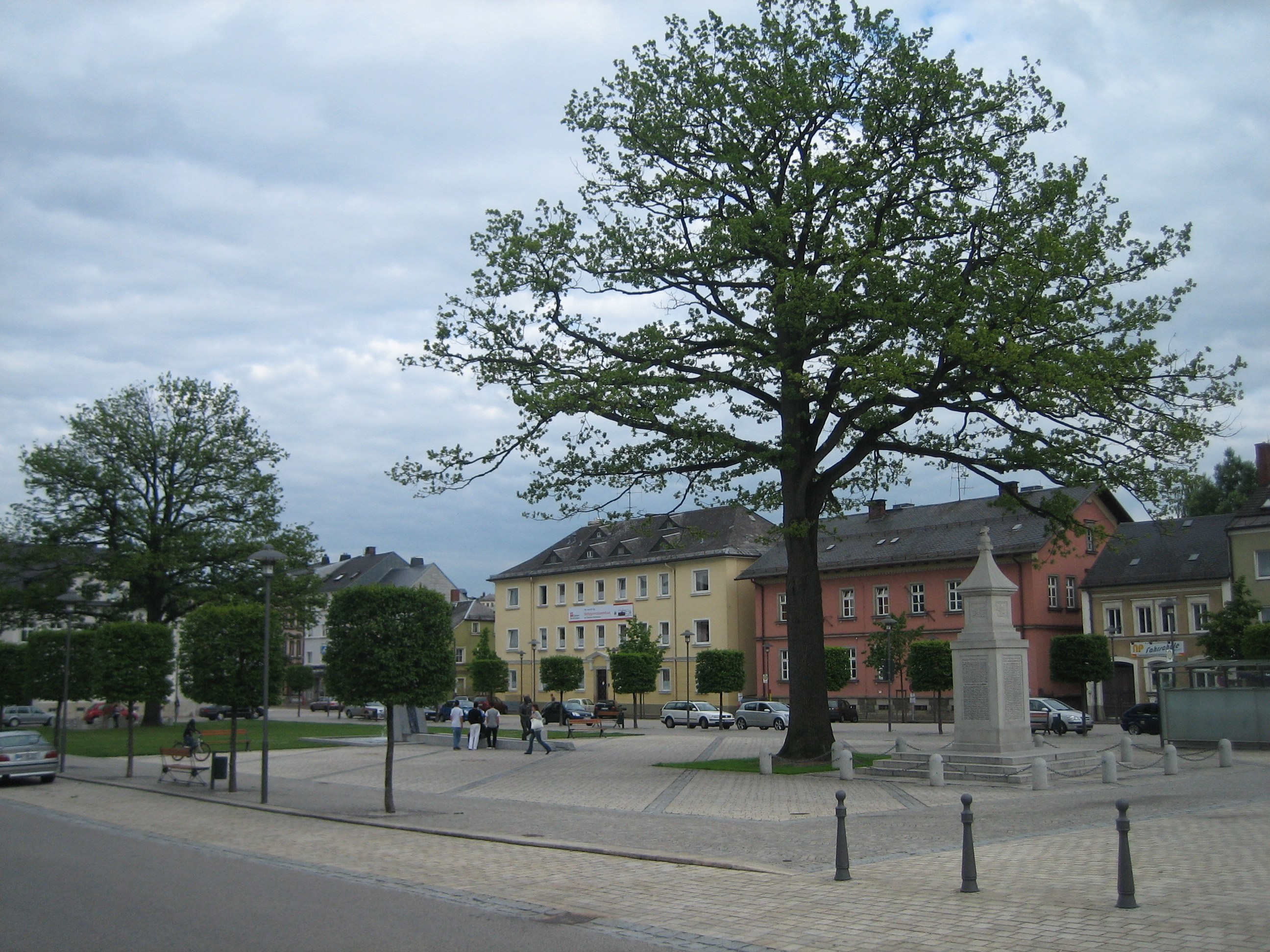
Баварский город Рехау, в котором был открыт первый завод компании

В 1958 году компания произвела методом экструзии первый ПВХ-профиль, что стало определяющим событием для её дальнейшего развития, и уже в 1959 году Rehau выходит на североамериканский рынок, где открывает офис продаж в Нью-Йорке. Через два года Rehau открывает производство в североамериканском регионе — в Монреале начинают выпускаться комплектующие лестниц: перила, окантовка для ступенек и балясины. В 1969 там открывается головной североамериканский офис компании, который ещё через десятилетие был перенесен в Лисбург, штат Вирджиния.
В 1968 году Rehau начала производить трубы из сшитого полиэтилена (PEXa), которые до сих пор широко применяются в системах геотермического отопления/охлаждения помещений, в том числе в «теплых» полах. В то же время продолжается сотрудничество Rehau и Volkswagen: в 1978 году производится первый бампер для новинки автогиганта — VW Passat.
В 1985 в городе Браке на заводе Rehau была применена установка для автоматического покрытия лаком деталей для автомобильной промышленности. Ещё через год компания выпускает первый «теплый пол Rehau».
В 1988 году на одной из выставок Rehau впервые в мире представила технологию соединения труб при помощи надвижной гильзы. К этому времени компания сотрудничает уже со многими автогигантами, среди которых и BMW — в 1990 году для концерна был произведен миллионный бампер.
В 1995 году компания Rehau осуществляет поставки своих углепластиков для аэрокосмической отрасли, которые в последующем также стали использоваться при сборке самолетов Airbus. В этом же году открывается первое представительство в России в Москве. В юбилейном для компании 1998 году на территории России открываются представительства в нескольких городах: Ростов-на-Дону, Самара, Екатеринбург, Нижний Новгород.
В 2000 году представительства компании Rehau открыто уже в пятидесяти странах. В 2002 году открывается экструзионный цех под Москвой в городе Раменское. В 2005 году открывается предприятие Rehau в Московской области в городе Гжель.
В 2011 году компанией введено в запуск «ULTRALITEC» — производство, основанное на сочетании волоконного материала с термопластиком с применением специальных технологий прессовки и укладки.

## Структура и руководство компании
В состав компании входят 41 завод, 23 административных, 9 распределительных центров, а также 105 офисов продаж. В Европе находится 25 заводов, 6 логистических центров компании и около половины всех офисов продаж.
Штаб-квартиры для бизнеса в автомобильной промышленности находятся в Rehau (Германия), для коммерческого строительства в городе Эрланген (Германия), административный штаб группы Rehau находится в Мури (Швейцария).
Президентом компании Rehau является Йобст Вагнер, сын основателя компании Хельмута Вагнера. Йобст получил юридическое образование в университете в Берне, затем занимал различные должности в компании своего отца, пока в 2000 году (Йобсту был тогда 41 год) тот не передал ему бразды правления компанией. Вице-президентом правления Rehau является брат Йобста — Файт Вагнер.
В 2010 году генеральным директором компании был назначен Райнер Шульц, сменивший на этом посту 65-летнего Вольфганга Фабера, перешедшего на работу в правление. Фабер проработал в компании до этого момента с 1979 года, когда он устроился туда ассистентом.

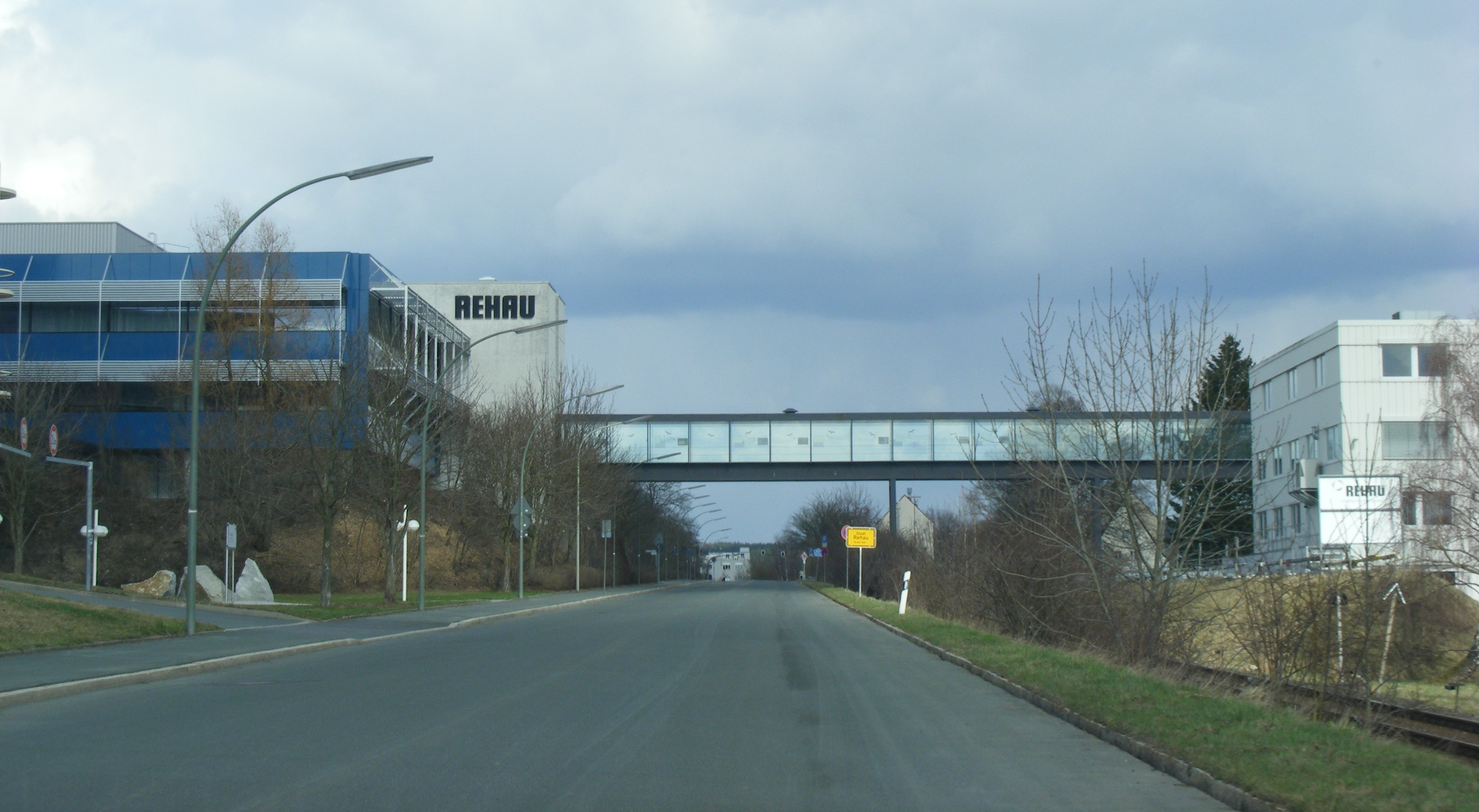
Один из немецких заводов Rehau